# Morris (Minnesota)
Morris és una població dels Estats Units a l'estat de Minnesota. Segons el cens del 2000 tenia 5.068 habitants.

## Demografia
Segons el cens del 2000, Morris tenia 5.068 habitants, 1.929 habitatges, i 985 famílies. La densitat de població era de 457,2 habitants per km².
Dels 1.929 habitatges en un 23,4% hi vivien nens de menys de 18 anys, en un 42% hi vivien parelles casades, en un 6,8% dones solteres, i en un 48,9% no eren unitats familiars. En el 36,9% dels habitatges hi vivien persones soles el 17,7% de les quals corresponia a persones de 65 anys o més que vivien soles. El nombre mitjà de persones vivint en cada habitatge era de 2,2 i el nombre mitjà de persones que vivien en cada família era de 2,84.
Per edats la població es repartia de la següent manera: un 16,7% tenia menys de 18 anys, un 34,2% entre 18 i 24, un 19% entre 25 i 44, un 13,9% de 45 a 60 i un 16,2% 65 anys o més.
L'edat mediana era de 24 anys. Per cada 100 dones de 18 o més anys hi havia 82,6 homes.
La renda mediana per habitatge era de 31.786 $ i la renda mediana per família de 46.556 $. Els homes tenien una renda mediana de 34.323 $ mentre que les dones 22.338 $. La renda per capita de la població era de 16.607 $. Entorn del 8,4% de les famílies i el 22,4% de la població estaven per davall del llindar de pobresa.

## Poblacions més properes
El següent diagrama mostra les poblacions més properes.